# Eustala mucronatella
Eustala mucronatella là một loài nhện trong họ Araneidae.
Loài này thuộc chi Eustala. Eustala mucronatella được Carl Friedrich Roewer miêu tả năm 1942.